# Landtagsdirektor (Deutschland)
Ein Landtagsdirektor ist der Verwaltungschef eines deutschen Landesparlaments.
Der Direktor eines Landtags leitet die gesamte Parlamentsverwaltung und trägt für sie dem Landtagspräsidenten gegenüber die Verantwortung. Im parlamentarischen Bereich ist der Direktor Berater des Präsidenten. Der Direktor bereitet die Sitzungen des Präsidiums, des Ältestenrates und des Plenums vor. Besonders wird die Funktion des Direktors dadurch unterstrichen, dass er bei Plenarsitzungen in parlaments- und geschäftsordnungsrechtlichen Fragen dem amtierenden Präsidenten beratend zur Seite steht.
Der Landtagsdirektor ist in der Regel Jurist. Er ist  der ständige Vertreter des Landtagspräsidenten in der Verwaltung. Er ist dem Präsidenten verantwortlich und unterstützt ihn bei verschiedenen Aufgaben, unter anderem bei der Koordinierung der Arbeit der Abteilungen und des Büros des Präsidenten untereinander, der Vorbereitung der Entscheidungen in Angelegenheiten der Landtagsverwaltung, der Zusammenarbeit mit den Fraktionen sowie bei der Zusammenarbeit mit der Landesregierung.
Das Äquivalent zum Landtagsdirektor ist auf Bundesebene der Direktor beim Deutschen Bundestag. Zweimal jährlich kommt die Landtagsdirektorenkonferenz zusammen, ein Konferenzgremium zum Erfahrungsaustausch und zur Koordinierung von rechtlichen und organisatorischen Rahmenbedingungen der deutschen Landesparlamente.